# Paweł Malaka
Paweł Malaka (ur. 12 sierpnia 1937 w Wójtowej Wsi, zm. 1 lutego 2022) – polski piłkarz ręczny, mistrz i reprezentant Polski.

## Życiorys
Był zawodnikiem LZS Orzeł Szczepanowice (1955-1959) i Gwardii Opole, występował jako bramkarz. Z zespołem ze Szczepanowic zdobył w 1959 mistrzostwo Polski w  piłce ręcznej 11-osobowej. W tej samej odmianie tej dyscypliny sportu wywalczył też trzy tytuły wicemistrza Polski z Gwardią (1963, 1965, 1966). W odmianie 7-osobowej wywalczył w 1964 z opolskim klubem brązowy medal mistrzostw Polski.
W reprezentacji Polski w odmianie 7-osobowej debiutował podczas mistrzostw świata w marcu 1958. Zagrał wówczas w trzech spotkaniach, a polska drużyna zajęła 5. miejsce. Kolejne dwa spotkania rozegrał zimą 1963. W odmianie 11-osobowej pierwsze mecze reprezentacyjne rozegrał w czerwcu 1958. Wystąpił m.in. podczas mistrzostw świata w 1963, gdzie zajął z drużyną 4. miejsce. Łącznie w latach 1958-1963 rozegrał w biało-czerwonych barwach 11 spotkań w tej odmianie piłki ręcznej.
Z zawodu był rolnikiem, prowadził własne gospodarstwo.
W 2008 został odznaczony Diamentową Odznaką ZPRP.
Piłkę ręczna w barwach Gwardii Opole uprawiał także jego syn, Gerhard Malaka, który również był bramkarzem.